# Csunghva
Csunghva (hangul: 중화군, Csunghva-kun, handzsa: 中和郡, RR: Chunghwa-kun, ’középen lévő, egyesített település’) megye Észak-Koreában, Észak-Hvanghe (Hwanghae) tartományban. Az őskőkorszak (paleolitikum) óta lakott terület. 1136-ban jött létre hat település egyesítéséből. 1322-ben emelték megyei rangra. 1963 és 2010 között Phenjan (P'yŏngyang) része volt. 2010-ben leválasztották és Észak-Hvanghe (Hwanghae) tartomány része lett.

## Földrajza
Keletről Szangvon (Sangwŏn), északról Phenjan (P'yŏngyang) Rjokpho-kujok (Ryŏkp'o-kuyŏk) és Rangnang-kujok (Rangnang-kuyŏk) városrészei, nyugatról Kangnam, délről az Észak-Hvanghe (Hwanghae) tatománybeli Hvangdzsu (Hwangju) határolja.
Legmagasabb pontja a 347 méter magas Pakszangolszan (박산골산; 박산골山, Paksan'golsan).

## Közigazgatása
1 községből (up (ŭp)), 16 faluból (ri (ri)) áll:
| - Csunghva-up (중화읍; 中和邑, Chunghwa-ŭp) - Konszan-ri (건산리; 乾山里, Kŏnsan-ri) - Kvanbong-ri (관봉리; 館峯里, Kwanbong-ri) - Kumszan-ri (금산리; 金山里, Kŭmsan-ri) - Tongszan-ri (동산리; 東山里, Tongsan-ri) - Rjongszan-ri (룡산리; 龍山里, Ryongsan-ri) - Madzsang-ri (마장리; 馬場里, Majang-ri) - Mjongvol-ri (명월리; 明月里, Myŏngwŏl-ri) - Muldong-ri (물동리; 물동里, Muldong-ri) | - Pegun-ri (백운리; 白雲里, Paegun-ri) - Szamszong-ri (삼성리; 三成里, Samsŏng-ri) - Szamhung-ri (삼흥리; 三興里, Samhŭng-ri) - Orjong-ri (어룡리; 魚龍里, Ŏryong-ri) - Csangszan-ri (장산리; 長山里, Changsan-ri) - Csingvang-ri (진광리; 眞廣里, Chin'gwang-ri) - Csheszong-ri (채송리; 蔡松里, Ch'aesong-ri) - Cshungnjong-ri (충룡리; 忠龍里, Ch'ungnyong-ri) |

## Gazdaság
Csunghva (Chunghwa) megye gazdasága selyemiparra, illetve zöldség- és gabonatermesztésre épül.

## Oktatás
Csunghva (Chunghwa) megye, kb. 20 középiskolának ad otthont.

## Egészségügy
A megye számos egészségügyi intézménnyel rendelkezik, köztük 1 megyei és kb. 30 helyi kórházzal.

## Közlekedés
A megye közutakon a szomszédos helységek felől közelíthető meg. A megye vasúti kapcsolattal rendelkezik, a Phjongbu (P'yŏngbu) vonal része.